# Craig Brockman
Craig Xavier Brockman (Pasadena, 16 maggio 1973) è un produttore discografico statunitense, attivo dal 1997, che si occupa soprattutto di musica del genere hip hop.